# Highbury & Islington (Metropolitano de Londres)
A Estação de Highbury & Islington é uma estação que pertence ao sistema de metropolitano da Cidade de Londres.